# Olympie
Pour les articles homonymes, voir Olympie (homonymie).
Cet article concerne le sanctuaire antique d’Olympie. Pour la ville grecque moderne, voir Olympie (ville).
Pour la mère d’Alexandre le Grand, voir Olympias.
Olympie (en grec ancien : Ὀλυμπία ; grec moderne : Ολυμπία / Olympía) est un centre religieux de la Grèce, dans le Péloponnèse, plus précisément dans une petite plaine de l’Élide, sur la rive droite de l’Alphée et au pied du Mont Cronion, à quelques kilomètres de la cité antique de Pise. Le site se trouve actuellement sur la petite cité moderne d'Olympie, à environ 18 km de la ville de Pýrgos et de la mer Ionienne. À l’emplacement du site était l’Altis, un bois sacré, et l'Autel de Zeus. Le stade lui-même était au milieu d'un bois d'oliviers sauvages.

Le site d'Olympie a accueilli les Jeux olympiques durant l'Antiquité, et aujourd'hui encore la flamme olympique y est allumée quelques mois avant la cérémonie d'ouverture des Jeux olympiques modernes.
Toutes les découvertes archéologiques sont regroupées au musée archéologique d'Olympie.

## Toponymie
Le mot Olympie provient du mot Olympe, nom porté par la plus haute montagne de Grèce, considérée comme le lieu de résidence des dieux de la mythologie grecque.

## Histoire

Olympie parmi les principaux sanctuaires grecs.

Le site semble avoir été occupé de manière continue depuis le début du IIIe millénaire av. J.-C. Olympie était un sanctuaire, et non une ville, uniquement habité par le personnel des temples et les prêtres du culte. Le sanctuaire était dédié à Zeus, sous l'égide duquel se tenaient des Jeux, tous les quatre ans, à partir de 776 av. J.-C., date de la paix entre Lycurgue, roi et législateur de Sparte, et le roi Iphitos, en Élide. Au moment de ces Jeux, on estime à plus de 40 000 le nombre de personnes présentes sur le site (athlètes, spectateurs, marchands, artisans, poètes, sculpteurs et architectes).
À l'origine, le sanctuaire d'Olympie dépendait de la cité de Pise, la plus importante de la Triphylie, une des régions de l'Arcadie. Puis les Arcadiens furent chassés au début du VIe siècle av. J.-C. par les Éléens, qui, selon la légende, venaient de la Grèce centrale. Les Éléens faillirent perdre à leur tour Olympie à la fin du Ve – début du IVe siècle av. J.-C. au profit des premiers occupants et ils durent finalement remettre la conduite des concours aux Arcadiens en 364 av. J.-C. Après des luttes sanglantes dans le sanctuaire même, ils reprirent le contrôle du sanctuaire et des concours, qu'ils conservèrent sans discontinuité jusqu'à la dernière célébration des Jeux en 393 ap. J.-C., année où l'empereur Théodose Ier, sous l'insistance d'Ambroise, évêque de Milan, ordonne l'abandon des rites et des lieux de culte païens dont les jeux faisaient partie : les monuments ne seront cependant détruits qu'à la suite de l'édit de Théodose II en 426. Une petite communauté chrétienne s'installe ensuite sur le site.
On considère généralement qu'en 522 et 551 ap. J.-C., des tremblements de terre contribuèrent à la ruine définitive du site, cependant une étude géomorphologique récente menée sous la direction d'Andreas Vött tendrait à prouver qu'un raz-de-marée a aussi joué un rôle.

## Description des monuments du sanctuaire

Plan du sanctuaire
1. Propylée nord-est ; 2. Prytanée ; 3. Philippéion ; 4. Héraion ; 5. Pélopéion ; 6. Nymphée d'Hérode Atticus ; 7. Métrôon ; 8. Zanes ; 9. Crypte (passage voûté vers le stade) ; 10. Stade ; 11. Stoa d'Écho ; 12. Monument de Ptolémée II et Arsinoé ; 13. Stoa d'Hestia ; 14. Bâtiment hellénistique ; 15. Temple de Zeus ; 16. Autel de Zeus ; 17. Ex-voto des Achéens ; 18. Ex-voto de Mikythos ; 19. Victoire de Paionios ; 20. Gymnase ; 21. Palestre ; 22. Théokoléon ; 23. Hérôon ; 24. Atelier de Phidias et basilique paléochrétienne ; 25. Thermes du Kladéos ; 26. Bains grecs ; 27 et 28. Hôtelleries ; 29. Léonidaion ; 30. Thermes sud ; 31. Bouleutérion ; 32. Stoa sud ; 33. Villa de Néron.
Trésors : I. Sicyone ; II. Syracuse ; III. Épidamne ? ; IV. Byzance ? ; V. Sybaris ? ; VI. Cyrène ? ; VII. non identifié ; VIII. Autel ? ; IX. Sélinonte ; X. Métaponte ; XI. Mégare ; XII. Géla.

### Temple d'Héra

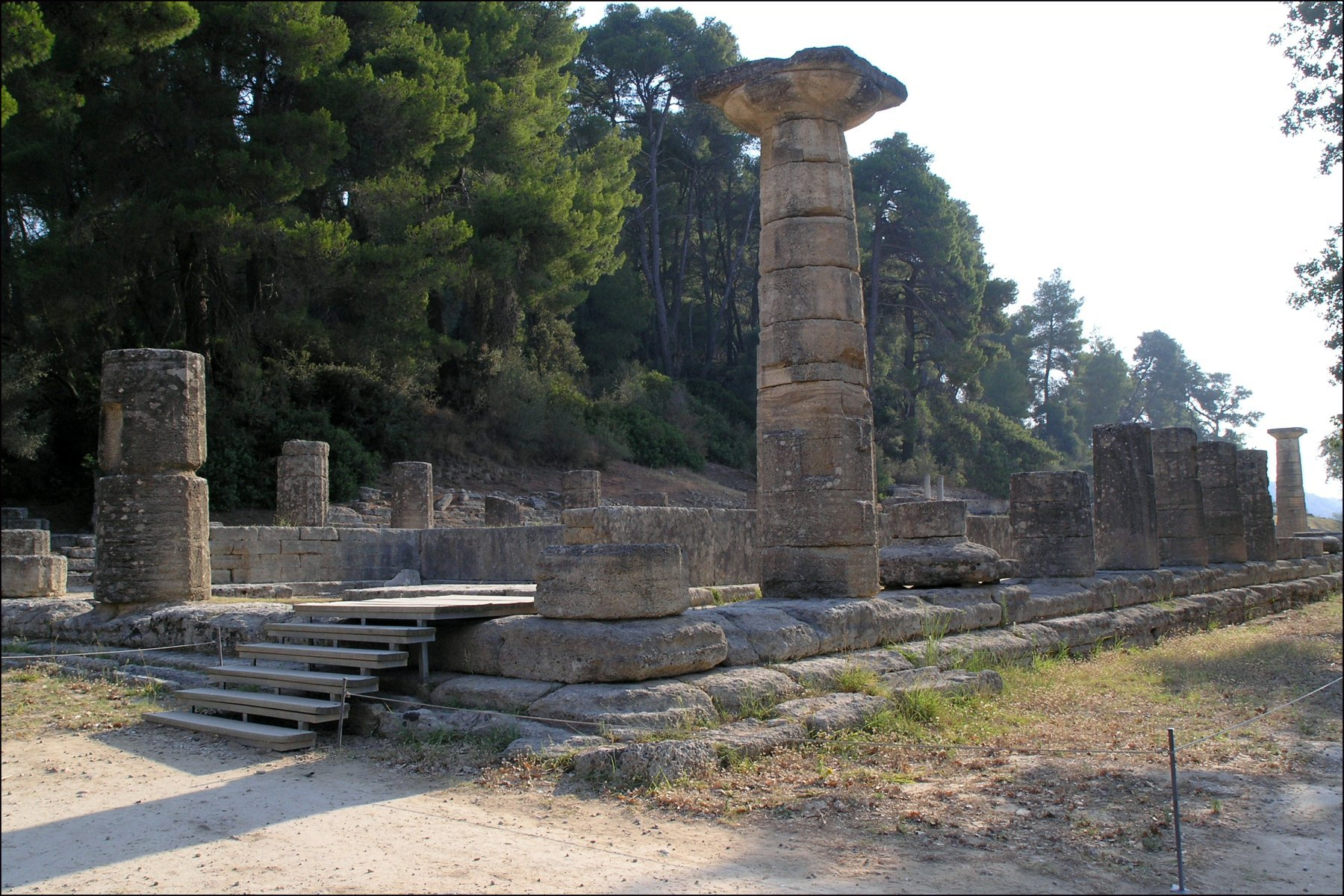
Temple d'Héra.

L'Héraion, le temple d'Héra, utilisé aussi à l'origine pour le culte de Zeus, est probablement le premier édifice dorique connu du Péloponnèse. Il date des environs de 600 av. J.-C. Il aurait été construit à l'initiative des habitants de Scillonte, cité voisine et alliée de Pise. Un temple plus ancien (vers 650 av. J.-C.) devait se trouver au même emplacement, remplacé ou aménagé pour donner le bâtiment actuel. Cet édifice périptère mesure 50,01 mètres de long sur 18,76 mètres de large avec six colonnes en façade et 16 sur les côtés. Hautes de 5,21 mètres, elles étaient à l'origine en chêne. Elles furent progressivement remplacées par des colonnes de pierre. Pausanias mentionne encore une colonne de bois à son époque dans l'opisthodome. Les chapiteaux étaient donc divers, suivant le style alors en usage au moment du remplacement. Cela fait du temple d'Héra un véritable catalogue des différents évolutions du dorique du VIIe siècle av. J.-C. à l'époque romaine,.
Le bas des murs et les colonnes (lorsque remplacées) étaient en calcaire, le haut des murs en brique. L'entablement resta en bois recouvert de terre cuite. Le toit était recouvert de tuiles. Les colonnes extérieures étaient percées de niches rectangulaires destinées à recevoir des portraits des athlètes féminines vainqueurs aux Héraia (Jeux en l'honneur d'Héra).
L'intérieur était divisé, comme nombre de temples grecs en un pronaos in antis, une cella et un opisthodome in antis. La cella était elle-même divisée en trois nefs dans le sens de la longueur par deux colonnades de huit colonnes (toujours doriques). Les nefs latérales étaient à nouveau séparées en niches par des cloisons au niveau des 1re, 3e, 5e et 7e colonnes. La cella abritait les statues de culte de Zeus et Héra. Tous les quatre ans, à l'occasion des Héraia, seize jeunes filles de l'aristocratie d'Élis remplaçaient le péplos de la déesse par celui qu'elles avaient brodé.
Le temple abritait divers objets symboliques : dans la cella le « disque d'Iphitos » gravé du texte de la trêve sacrée, la table chryséléphantine réalisée par Colotès, un élève de Phidias, sur laquelle on plaçait les couronnes préparées pour les vainqueurs des jeux et l'Hermès de Praxitèle ; dans l'opisthodome, Pausanias décrit le coffre de Cypsélos, chryséléphantin aussi, orné de nombreuses scènes mythologiques. Il semblerait qu'à l'époque romaine, le temple ait plus été une sorte de musée qu'un lieu de culte.
Devant le temple, l'autel consacré à la déesse sert encore pour l'allumage de la flamme olympique.

### Temple de Zeus

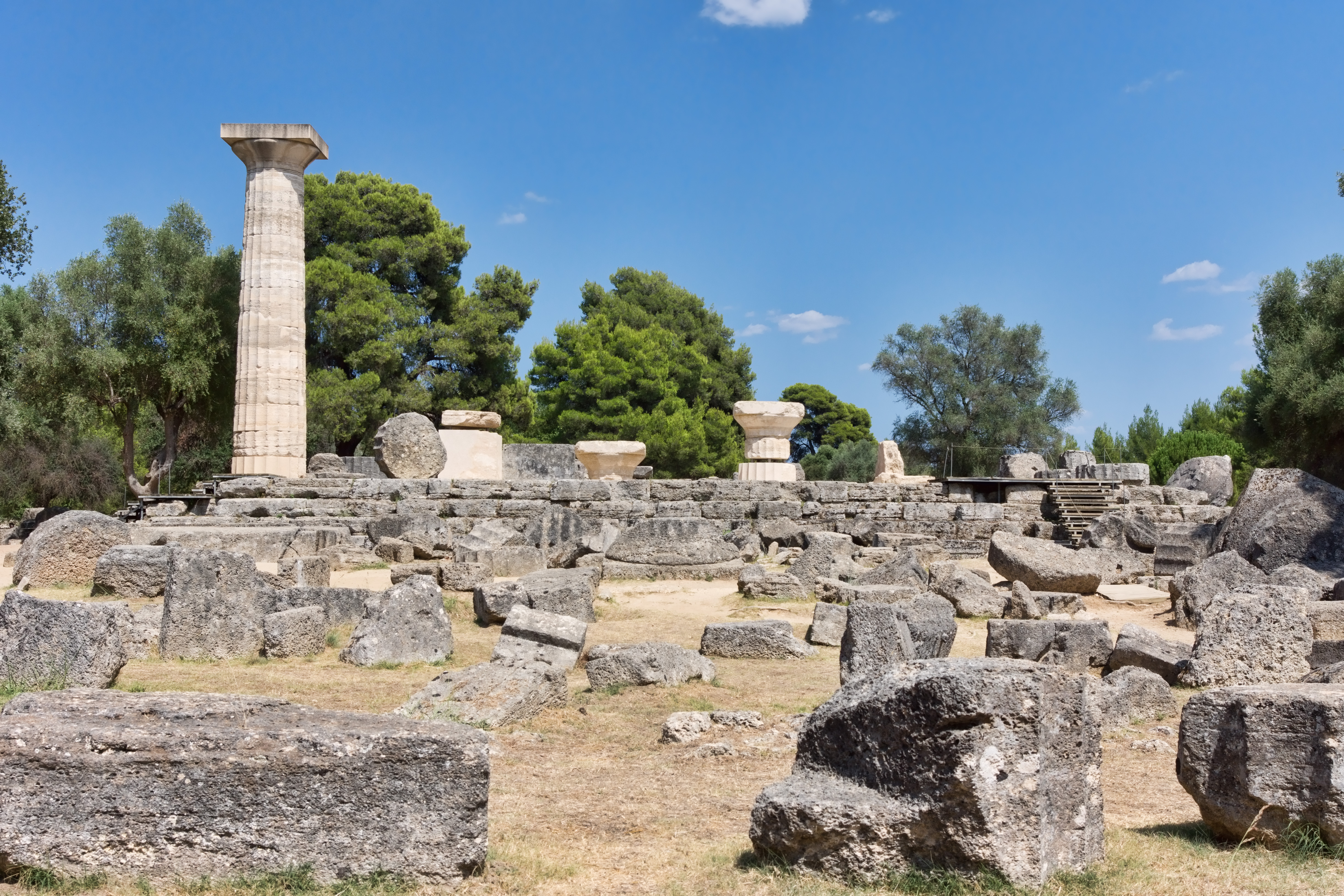
Temple de Zeus.

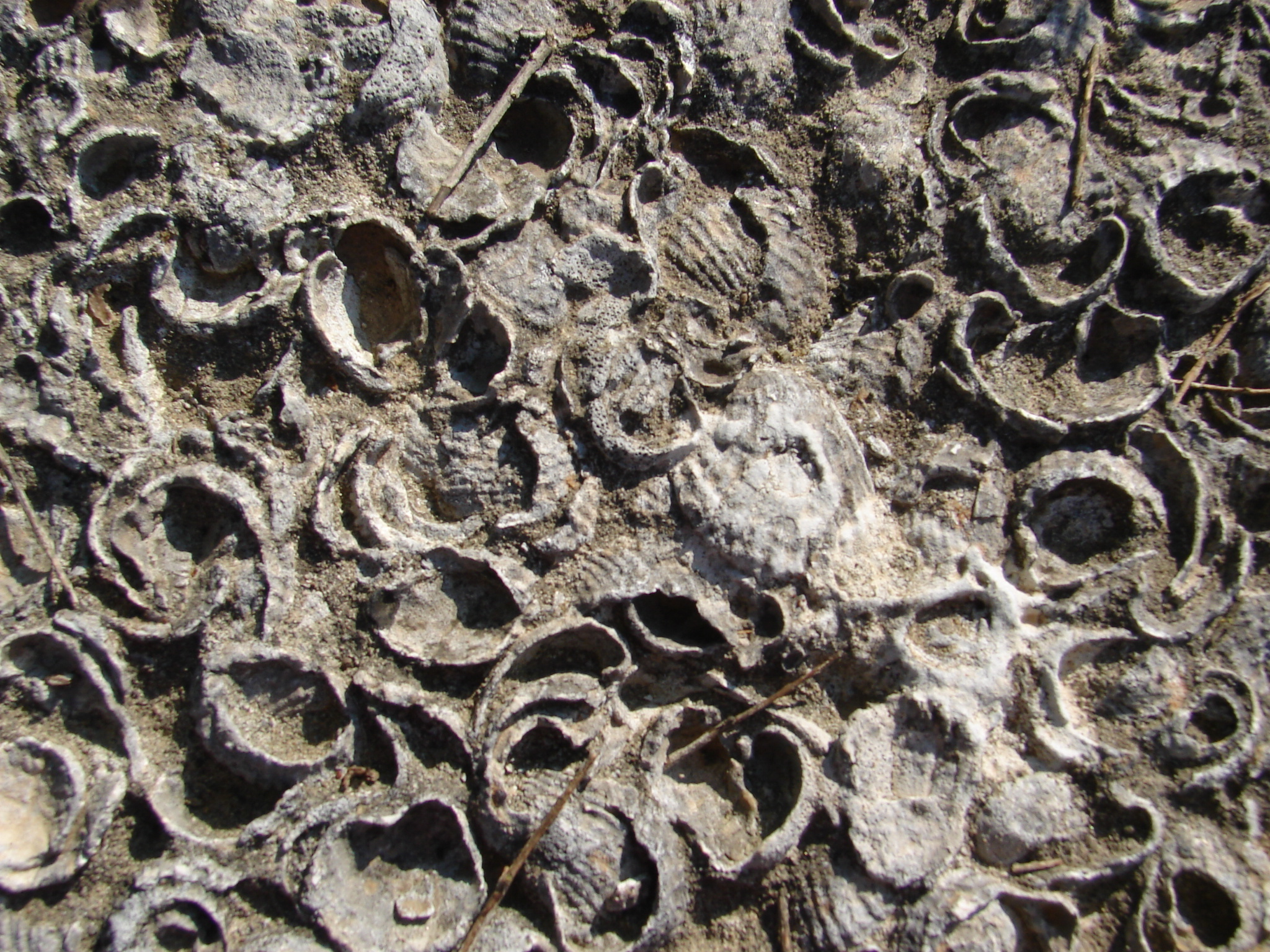
Le calcaire coquillier local.

Le temple colossal de Zeus Olympien, de style dorique (64,2 m de long, 24,6 m de large), fut érigé entre 470 et 456 av. J.-C. Il subit plusieurs catastrophes, notamment un incendie volontaire vers 426 ap. J.-C., et un tremblement de terre un siècle plus tard, qui le détruisit. L'ensemble du site a été retrouvé enfoui sous une couche d'alluvions de plusieurs mètres d'épaisseur.
Ce temple fut construit grâce au butin rapporté à la suite de la victoire contre Pise. À l'origine, la ville d'Olympie n'était pas une ville, mais un sanctuaire créé par Pélops et  Héraclès. Le sanctuaire était rattaché à la ville grecque de Pise. Quand il s'en détacha, il devint une ville et prit Zeus pour dieu protecteur.
Les deux frontons du temple abritent des scènes mythologiques sculptées en ronde bosse dans le marbre. La plus grande (au centre) mesure 3,15 mètres. Certaines de ces statues ont été évidées pour réduire leur poids. Le fronton est représentait la course de chars entre Pélops et Œnomaos. Le fronton ouest représentait la Centauromachie (bataille des Lapithes contre les Centaures).
Douze métopes situées aux extrémités supérieures des porches intérieurs représentaient les douze travaux d'Héraclès (fils de Zeus et fondateur des Jeux olympiques).
Les scènes représentées dans le temple sont celles de l'origine du sanctuaire et de la ville d'Olympie.
Le temple de Zeus abritait l'une des sept anciennes merveilles du monde, la statue chryséléphantine (d'or et d'ivoire) de Zeus, abondamment décrite par Pausanias. Cette statue fut sculptée par l'atelier de Phidias vers -440 / -430. Elle mesurait 12,75 m de haut ; le corps était fait d'ivoire, les cheveux, la barbe, les sandales, et la draperie, en or. Le trône était d'ébène et d'ivoire. Par vénération pour le sculpteur, l'atelier fut conservé jusqu'au Ve siècle apr. J.-C. Il fut ensuite transformé en basilique chrétienne. Le temple était, quant à lui, de style dorique périptère (6 × 13 colonnes), construit avec le calcaire coquillier local et recouvert de stuc blanc. Seul le toit  et quelques décors étaient en marbre.
Le temple de Zeus est dû à l'architecte éléen Libon.

### Métrôon
Selon Pausanias, le plus petit des temples du sanctuaire d'Olympie était dédié à la mère des dieux (μήτηρ θεῶν). Le temple dorique, de 6 × 11 colonnes, avec pronaos et opisthodome, se dressait au nord du sanctuaire de Zeus, au sud de la terrasse des trésors et à l'est du temple d'Héra.

### Installations sportives

#### Stade

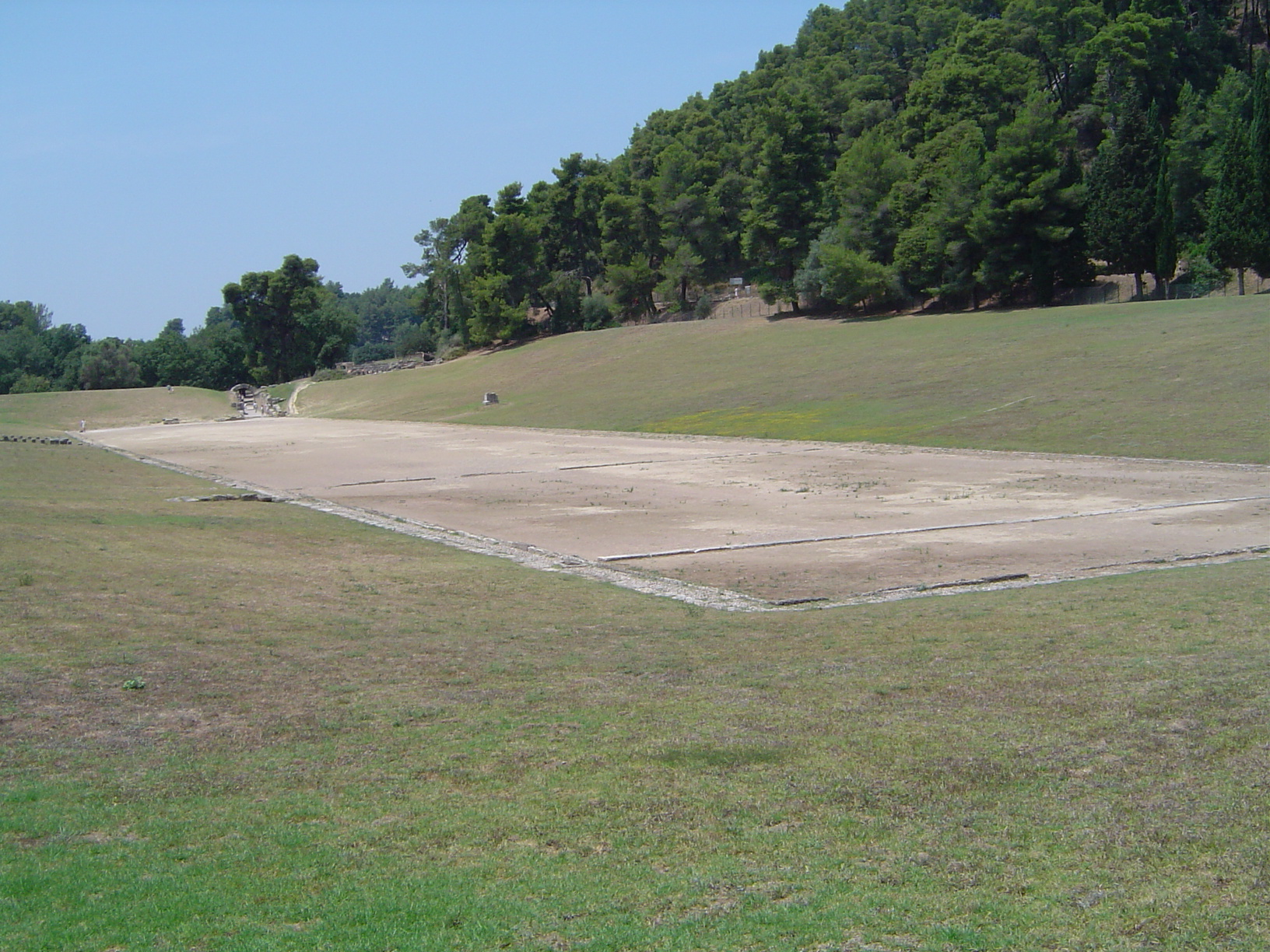
Stade d'Olympie.

Le stade sur l'Altis était le symbole de Jeux dont le but était principalement religieux.
Le stade visible actuellement est le quatrième construit à Olympie ; il remonte au Ve siècle av. J.-C. Le plus ancien n'a pas été identifié, il devait se trouver un peu plus à l'ouest, sur l'Altis même, le long de la terrasse des trésors, sous le stade aménagé au début du VIe siècle av. J.-C., dit Stade I. Celui-ci consistait en un simple espace plat, sans talus pour accueillir les spectateurs. L'autel de Zeus marquait la ligne d'arrivée. Un mur de soutènement de 7,5 mètres de long sur 2,57 mètres de haut pourrait marquer la limite sud de la piste (dromos). Deux pierres, servant de siège pour des ambassadeurs spartiates (Gorgos et Euwanios), datées du milieu du VIe siècle av. J.-C. sont considérées comme appartenant à ce premier stade ; elles ont été retrouvées réutilisées dans les structures du troisième stade. Ce premier stade fut réaménagé dans les années 540 av. J.-C. (stade II) : il glissa un peu vers l'est et fut doté de deux talus sur les côtés longs de la piste pour les quelque 24 000 spectateurs. Des rigoles marquaient les limites extérieures de la piste : le dromos faisait 26 mètres de large, mais sa longueur n'est pas connue,.
Le développement des Jeux au Ve siècle av. J.-C. nécessita un nouveau stade (Stade III, le stade actuel) pour accueillir toujours plus d'athlètes et de spectateurs. Il fut installé au nord-est du Stade II (précisément 82 mètres à l'est et 7 mètres au nord de l'ancien). Il fut régulièrement remanié au cours du millénaire qui suivit. Il dispose de talus sur chacun des quatre côtés. La construction au milieu du IVe siècle av. J.-C. de la stoa d'Écho (en) sépara définitivement le stade de l'Altis, symbolisant par là-même la transformation des Jeux : de moins en moins un festival religieux et de plus en plus une compétition sportive. Les athlètes, les juges et les prêtres accédaient au stade par la crypte, un étroit couloir de 32 mètres, aménagée au IIIe siècle av. J.-C. À l'entrée est se dressaient les statues des divinités Tyché et Némésis. Un propylée corinthien fut ajouté du côté ouest à l'époque romaine. Les spectateurs passaient directement par les talus. Sur le talus nord fut installé à l'époque romaine un autel à Déméter Chamyné, là où se tenait la prêtresse de la déesse lors des Jeux. Sur le talus sud, la tribune aménagée était réservée aux hellanodices. Quelques sièges de pierre étaient prévus pour les officiels. À l'époque romaine, des bancs de bois furent installés pour les autres spectateurs. Au total, le stade pouvait accueillir entre 40 000 et 45 000 personnes.
Le stade lui-même mesure 212,54 mètres de long sur 28,50 mètres de large. La piste spécifiquement (le « dromos »), entre la ligne de départ (« aphésis ») à l'est et celle d'arrivée (« terma ») à l'ouest symbolisées par une bande de pierre (βαλϐίς / balbís), mesure 600 pieds (le pied d'Olympie est de 32,04 cm) soit 192,24 mètres de long. La piste est entourée d'une rigole qui reliait de petites cuvettes destinées à recueillir les eaux pluviales qui descendaient des talus.
Des archéologues allemands ont commencé à le déblayer à partir de 1958.
Le stade était utilisé pour les diverses compétitions des fêtes religieuses : jeux olympiques bien sûr, mais aussi Héraia (Jeux en l'honneur d'Héra). S'y disputaient plusieurs épreuves : une longueur de piste (le stadion), deux (le diaulos), deux longueurs de piste en armure (l'hoplitodromos) et 7, 14 ou 24 longueurs (le dolichos).

#### Palestre
La palestre remonte au IIIe siècle av. J.-C. Elle a le même plan carré qu'un gymnase, mais elle est plus petite. Les athlètes s'y entraînaient aux sports ne nécessitant pas trop de place : lutte et saut principalement. Autour de l'espace central, les portiques étaient organisés en petites pièces où les athlètes se préparaient  et s'entretenaient avec leur entraîneur. Les petites pièces des angles est et ouest sont des bains.

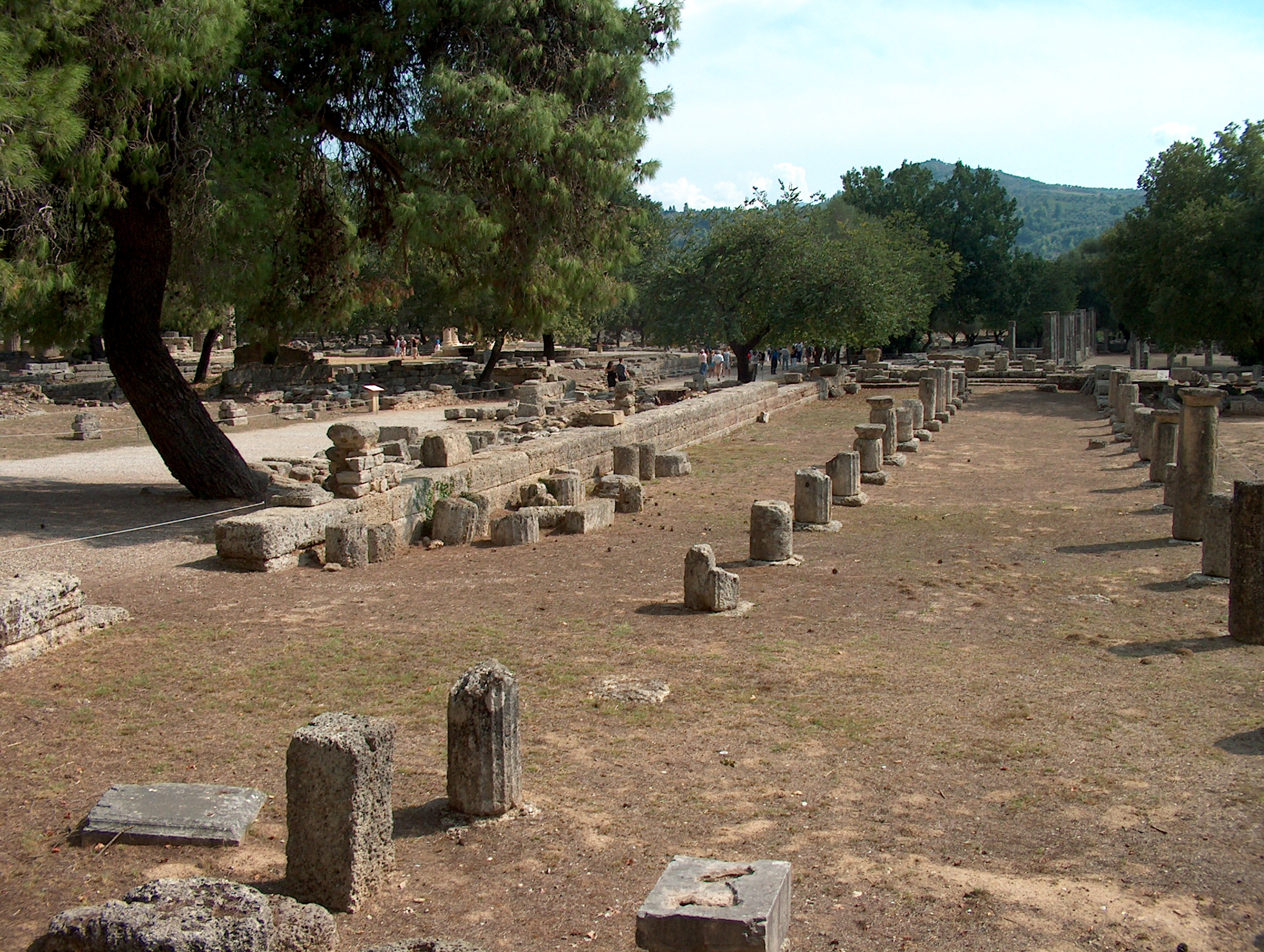
Portique est du gymnase.

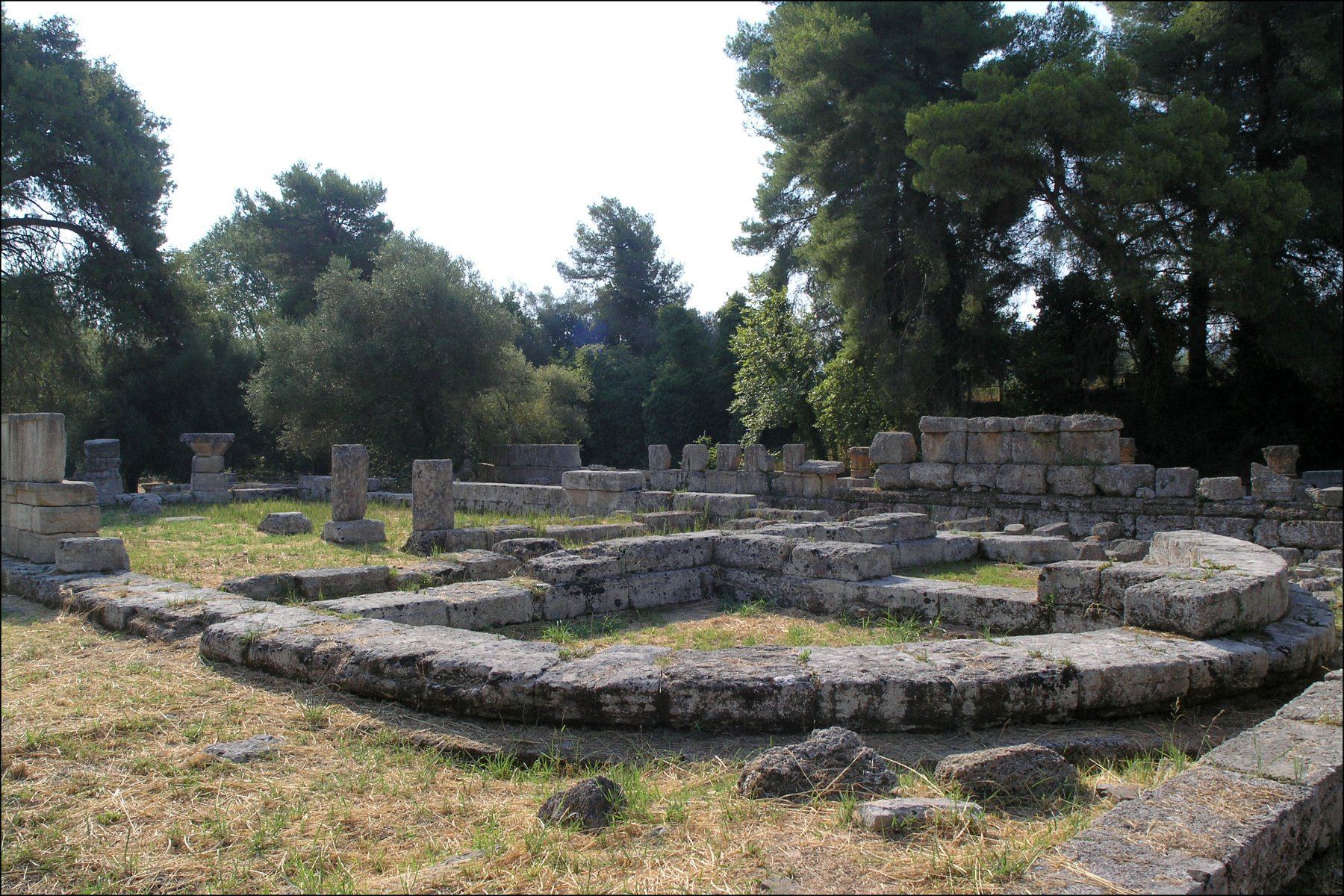
Bouleutérion.

La palestre est séparée du gymnase par un propylée de style corinthien datant du IIe siècle av. J.-C..
C'est l’école de lutte, où tous les compétiteurs sont obligés de s’entraîner un mois avant les jeux. Ils s’exercent aussi à être de bons soldats, capables de défendre leur cité, leur liberté, leur civilisation. Les athlètes se dépassent dans l’effort physique en l’honneur des dieux. En outre, l’exercice physique a une place importante dans la civilisation grecque car, pour les Grecs, la perfection morale et l’excellence physique vont ensemble. Le but est d’obtenir l’équilibre du corps et de l’esprit.
L’étymologie de palestre vient de Palaestra, une fille du dieu Hermès qui a grandi à côté d’Olympie et qui aurait inventé l’art de la lutte.

#### Gymnase
Le gymnase remonte à l'époque hellénistique. Les athlètes y pratiquaient les sports nécessitant de la place dont le javelot, le disque et la course. Il est constitué d'un grand espace rectangulaire central (120 m sur 200 m) bordé de portiques doriques. Le portique est fait d'une double colonnade, avait la longueur d'un stade et permettait donc de s'entraîner à la course, même par mauvais temps. Le portique sud est le mieux conservé.

### Bâtiments civils

#### Bouleutérion
De plan rectangulaire, il est destiné à l’assemblée du peuple et c’est là où siège le sénat olympique (autorité supérieure des Jeux). C’est également à cet endroit que les concurrents prêtent serment.

#### Prytanée
C’est le lieu où les vainqueurs des Jeux sont reçus et se divertissent. Il y a aussi de nombreuses infrastructures sportives (comme les bains et les thermes) qui sont des édifices remarquables pour leur aspect fonctionnel et leur élégance.

#### Thermes
Les infrastructures de la ville compte plusieurs thermes : les Thermes de Kronion ou Thermes nord du IIe siècle av. J.-C., les Thermes du Kladéos, les Thermes grecs et les Thermes sud.

### Autres monuments

#### Atelier de Phidias

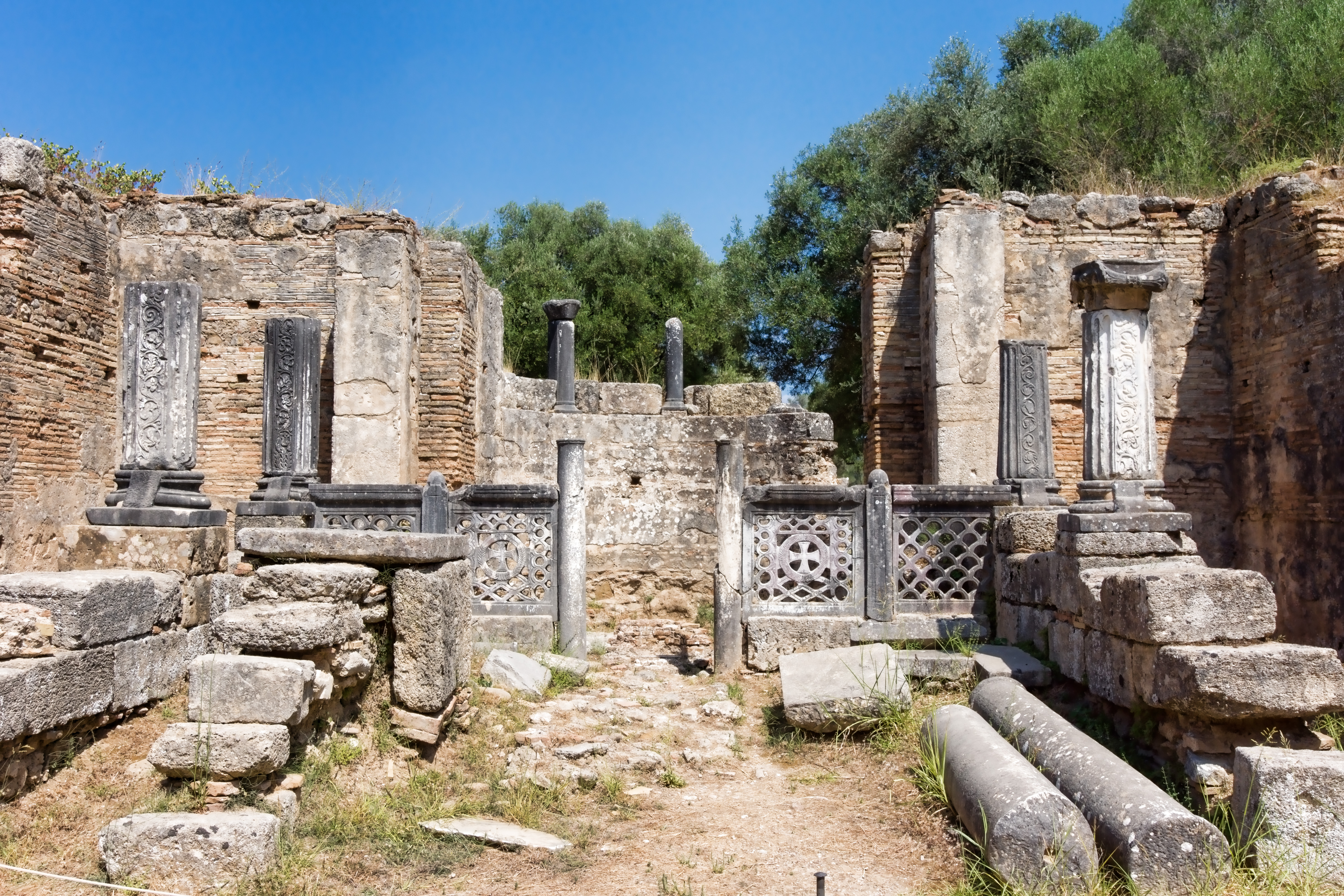
Atelier de Phidias.

À l'ouest du temple de Zeus se trouvent les vestiges d'un bâtiment identifié grâce à Pausanias et aux fouilles du XIXe siècle comme l'atelier utilisé par Phidias pour créer sa statue chryséléphantine de Zeus, qui compte parmi les Sept Merveilles du monde. Les dimensions, 32 m × 14,5, sont exactement celle de la cella du temple. Les murs étaient à l'origine en brique crue posée sur un lit de pierre. Sur ces fondations est venue s'installer, au Ve siècle, une église byzantine dont on distingue un peu partout les symboles et les ornements. L'ancienne porte monumentale de l'atelier fut alors convertie en abside.

#### Pélopéion
Le Pélopéion est un monument en l'honneur de Pélops. Il consistait en un autel ceint d'un mur pentagonal doté d'une entrée monumentale. Le monument connut de très nombreuses transformations entre le VIe siècle av. J.-C. et le IVe siècle av. J.-C.

#### Léonidaion

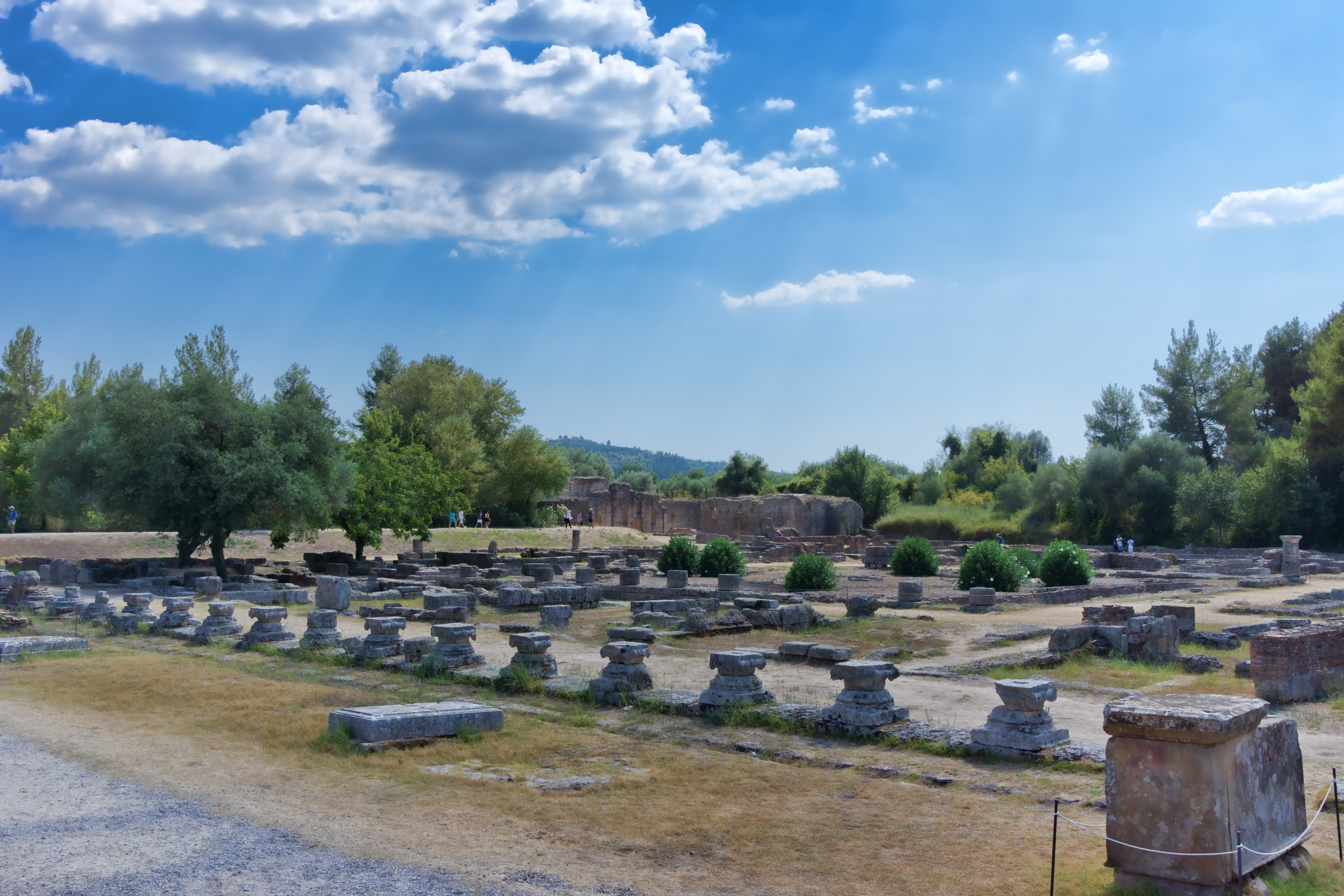
Léonidaion.

Ce grand bâtiment, divisé en chambres et appartements, agrémenté de jardins et de fontaines, est un logis de luxe, construit en 330 av. J.-C. à l'extérieur de l’Altis, au sud-ouest, servant d'hôtellerie pour les hôtes de marque et les athlètes. Son nom lui vient de son donateur et architecte Léonidas de Naxos.
Le site du Léonidaion a été dégagé lors des fouilles menées par Emil Kunze, de 1937 à 1966.

#### Philippéion

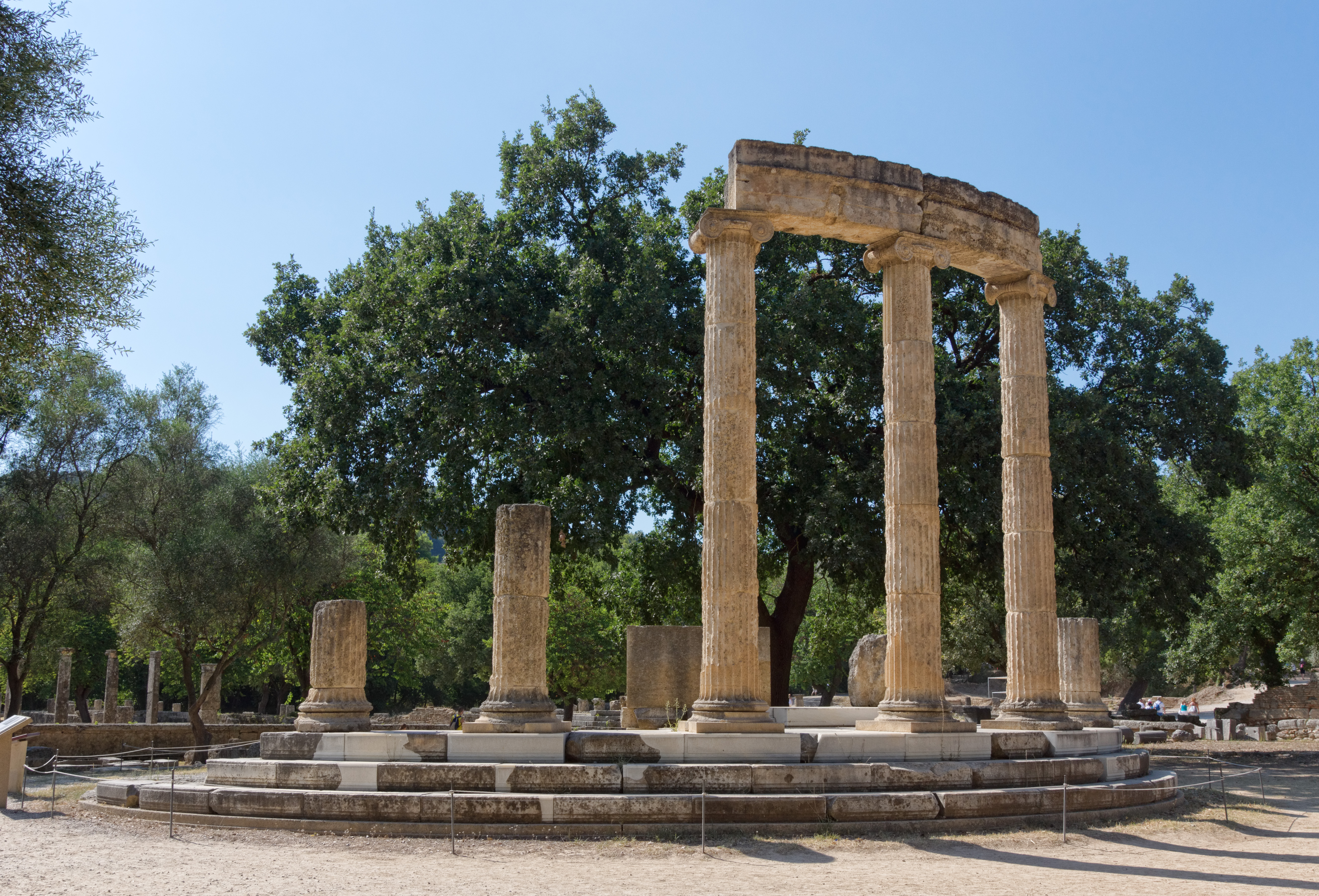
Philippéion.

Le Philippéion fut érigé sur l'ordre de Philippe II de Macédoine après sa victoire à la Bataille de Chéronée (338 av. J.-C.) Ce bâtiment rond abritait les statues chryséléphantines de Philippe, de son épouse Olympias, de son père Amyntas III, de sa mère Eurydice et de son fils Alexandre le grand, œuvres de Léocharès.

## Exploration, fouilles
En 1723, le moine bénédictin et philologue classique Bernard de Montfaucon encourage Angelo Maria Quirini, nouvel archevêque de Corfou, à rechercher et fouiller les sites olympiques, mais Quirini n'y donne pas suite. Le site archéologique est finalement redécouvert en 1766 par Richard Chandler, helléniste et archéologue britannique. Johann Joachim Winckelmann, fondateur de l'archéologie moderne, a pour projet d'y effectuer des fouilles mais meurt avant de pouvoir le réaliser. Louis-François-Sébastien Fauvel, qui accompagnait d'abord Jacques Foucherot, a été plus heureux dans un second voyage qu'il a fait en 1787, par ordre de M. le comte de Choiseul-Gouffier. Il pense avoir retrouvé l'hippodrome, le stade, le théâtre et le temple de Jupiter. Le site est également visité par de nombreux voyageurs-antiquaires comme François Pouqueville, William Gell, Charles Robert Cokerell et William Martin Leake.

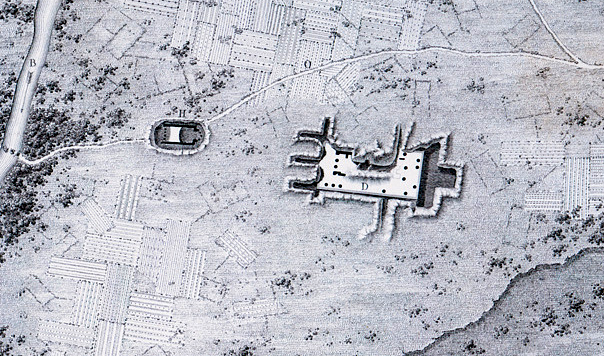
Plan des premières fouilles archéologiques d'Olympie et du temple de Zeus Olympien découvert par l'expédition de Morée en mai 1829 (par Abel Blouet et Pierre Achille Poirot).

Les fouilles commencent réellement en 1829 avec l'expédition française de Morée. La mission scientifique de l'expédition passe six semaines à partir du 10 mai 1829 à Olympie,,. La plupart des bâtiments est invisible à l’œil, car ils sont recouverts d'une épaisse couche de sédiments due aux nombreux débordements des rivières Alphée et Kládeos (en). Des tremblements de terre, notamment ceux de 522 et 551, avaient aussi contribué à la destruction d'un grand nombre de bâtiments. Seul un fragment de colonne dorique d'une grande dimension est visible. Il avait déjà été repéré par les voyageurs précédents, car les habitants des villages voisins y avaient creusé des tranchées pour en retirer la pierre, mais aucun ne l'avait attribué avec certitude au temple de Zeus. Léon-Jean-Joseph Dubois (directeur de la section d’Archéologie) et Abel Blouet (directeur de la section d'Architecture et de Sculpture) y entreprennent les premières fouilles. Ils y sont accompagnés des peintres Pierre Achille Poirot, Pierre Félix Trézel et Amaury-Duval. L’emplacement et l’identité du temple de Zeus Olympien sont ainsi déterminés pour la première fois.
Des fouilles plus importantes ont lieu à partir de 1875 sous la responsabilité de l'Institut archéologique allemand d'Athènes. Elles sont menées par Ernst Curtius et financées par le gouvernement allemand. Les archéologues responsables des fouilles sont Gustav Hirschfeld, George Treu, Adolf Furtwängler, A. Boetticher, Wilhelm Dörpfeld, Richard Borrmann, Emil Kunze, Alfred Mallwitz et Helmut Kyrieleis. Ils fouillent la partie centrale du sanctuaire, y compris le temple de Zeus, le temple d'Héra, le Métrôon, le Bouleuterion, le Philippéion, la stoa d'Écho, les Trésors et la Palestre. Leurs principales découvertes consistent en des sculptures du Temple de Zeus, la Victoire de Paionios, l'Hermès de Praxitèle et en de nombreux bronzes. Au total, 14 000 objets ont été enregistrés. Les trouvailles sont exposées dans le musée sur le site.

## Cérémonie de la flamme olympique
La flamme olympique est une invention moderne et symbolise l'allumage d'un foyer lors de l'ouverture des jeux antiques.
Devant les ruines du temple d'Héra, des actrices jouent le rôle de prêtresse et procèdent à l'allumage de la flamme. La chorégraphie et les costumes des figurantes s'inspirent de l'Antiquité.
Le système d'allumage correspond à un procédé déjà connu des Anciens : l'utilisation du soleil et d'un récipient concave, un miroir cylindro-parabolique. Les rayons du soleil, réfléchis au centre du récipient, dégagent une chaleur intense qui permet d'obtenir une flamme.
Cette cérémonie annonce le début des jeux olympiques.